# Greyview
Greyview es el tercer álbum de estudio de la banda estadounidense de metalcore Invent Animate. El álbum fue lanzado el 13 de marzo de 2020 a través de Tragic Hero Records y fue producido por Randy LeBoeuf. Es el último lanzamiento de la banda publicado en este sello antes de que la banda firmara con UNFD en 2021.

## Lista de canciones
| N.º | Título                                                | Duración |  |
| 1.  | «Dark»                                                | 5:04     |  |
| 2.  | «Cloud Cascade»                                       | 4:09     |  |
| 3.  | «Reflection Room»                                     | 3:50     |  |
| 4.  | «Hollow Light»                                        | 3:58     |  |
| 5.  | «Shapeshifter» (con Garrett Russell de Silent Planet) | 3:45     |  |
| 6.  | «Heaven, Alone»                                       | 1:34     |  |
| 7.  | «Monarch»                                             | 3:41     |  |
| 8.  | «Fireside»                                            | 4:25     |  |
| 9.  | «Secret Sun»                                          | 3:22     |  |
| 10. | «Eden»                                                | 4:07     |  |
| 11. | «Brightwing»                                          | 3:15     |  |
| 12. | «Halcyon»                                             | 3:39     |  |
| 13. | «Nova»                                                | 4:19     |  |

## Personal
Invent Animate
- Marcus Vik - voz principal
- Keaton Goldwire - guitarra principal
- Caleb Sherraden – bajo, coros
- Trey Celaya – batería, coros

Músicos adicionales
- Garrett Russell: voz (pista 5).